# 微生姓
微生姓是漢字複姓之一，在明朝《百家姓续编》中排第469位。在现代是极罕见的姓氏。

## 起源
微生姓出自姬姓，是鲁国公族后代。《路史》中载：春秋时鲁国有公族微生氏。

## 郡望
鲁郡：三国曹魏及晋朝改鲁国为郡。今山东曲阜、泗水一带。

## 延伸阅读
[在维基数据编辑]
 《百家姓》
 《欽定古今圖書集成·明倫彙編·氏族典·微生姓部》，出自陈梦雷《古今圖書集成》